# 火币网
火币网于2013年9月由李林创办，是中国的数字资产交易平台。公司现在香港、韩国、日本和美国设有办事处。
2018年8月，火币在香港公开上市。在2017年中国政府禁止比特币交易所之后，火币停止了比特币提款。火币中国继续作为区块链咨询和研究平台运营。
2022年10月8日，火币网易主，孙宇晨以委员身份亮相。2022年11月22日，火币网中文品牌名更名为“火必”，英文名为“HTX”。 

## 历史
火幣網成立於2013年9月，由甲骨文前程式設計師李林和市場行政人员杜均創立。。同年11月5日，火币网获得真格基金和戴志康的天使投资。2014年4月4日，获得红杉资本投资。同年5月15日，火币集团收购了 huobi.com 域名。8月1日，火币推出了模拟交易平台。同年9月1日，比特币交易平台上线。当月火币通过其官方微博账户宣布，920个比特币和 8,100个莱特币被错误地存入了27 个不同的账户，该公司归还了丢失的加密货币。
2015年4月，火币与清华大学合作开展“数字资产研究计划”，并在清华大学五道口金融学院互联网金融实验室发起“数字资产研究项目”。
2016年9月，火币集团成立火币日本，并于2018年9月29日获得00007号交易所牌照。截至2016年末，火币网累计成交额达2万亿人民币。
2017年10月，火币集团在首爾設立總部、成立火币韩国，并于次年3月開始交易。2017年12月7日，SBI集團宣布与火币合作，成立SBI Virtual Currency和火币日本（Huobi Japan）两个虚拟币交易所。
2018年8月27日，火币集团收购香港主板上市公司桐成控股(港交所：01611)，其后更名为“火币科技”。同月，在反向收购中，火币收购了香港电子制造商Pantronics Holdings 74%的股份，并在香港联交所上市。
2018年12月，火币在欧洲获得直布罗陀的DLT牌照。
2019年1月11日，火币EOS交易所上线试运营。2020年8月，火幣科技獲得香港證監會牌照SFC Type 4 / 9證照。
截至2021年3月底，火幣科技按年轉賺5410萬元，收入增加122.8%，至2.62億元，毛利率为51.2%。2021年4月，火幣向聯合國兒童基金會捐贈了7個比特幣，總共將貢獻100萬美元。2021年5月，火幣宣布設立資本1億美元的Huobi Venture，投資於DeFi、非同質化代幣領域。
2020年10月，火幣纳閩獲得馬來西亞納閩當局頒發的數字資產交易經紀服務牌照。2021年1月，Huobi Charity Limited獲直布羅陀公益牌照。
2021年5月，火幣商城客戶服務消息指，為配合中國最新的行業監管政策，火幣商城決定暫停為中國大陸境內的用戶提供礦機及衍生服務。 2021 年 9 月，火币网发布公告，表示为遵守中国政府最新的加密货币禁令，暂停中国大陆新用户的注册，并计划于2021 年 12 月 31 日前清退身份认证为中国大陆地区的存量用户。創辦人杜均表示，過往策略是如何合法在中國運作，現在必須要面對全球。而根據較早前訪問，中國交易額約佔全球20%。
2021 年 8 月底，火幣香港信託的資產託管規模已突破 10 億美元。9月，火幣與吉爾吉斯共和國投資及企業部就潛在業務合作訂立諒解備忘錄，開拓在當地的加密貨幣交易項目。
2021年9月，泰國證券交易委員會暫停了火幣當地加密交易所分支機構的服務，已向財政部提議永久撤銷火幣在該國的營業執照。服務暫停後，火幣有三個月的時間將所有資產返還給客戶。
2022年10月，百域資本收購火幣網創辦人李林持有的股份。同年11月22日，火币网宣布将其中文品牌名由“火币”更名为“火必”，并宣布将在加勒比地区拓展业务，增强对东南亚、欧洲等地区的资本投入。
2023年9月，火币宣布更名为HTX。

## 相关爭議
2014年9月，火币网發生人為出錯事件，導致920个比特币及8100个莱特币被錯誤轉入至其他帳戶。官方稍後表示，加密貨幣已退回給客戶，並已優化整個交易處理程序，防止類似事件再發生。
2020年3月12日，火币恶意“拔网线”导致爆仓维权事件。3月12日晚间6点至9点时间段比特币暴跌，火币突然出现长时间宕机、无法登陆、以及网络连接错误的提示，导致大量用户无法对合约进行平仓而爆仓。因此引发十多名火币用户于3月23日到海南澄迈县火币大厦楼下进行维权。
2020年11月4日，火币创始人李林及火币高官被抓事件。火币网COO朱嘉伟于火币遵义会议结束后被当众带走，当天HT暴跌20%。其后，警方陆续带走火币相关员工17人。11月26日，受技术负责人被带走的影响，火币24小时连续宕机3次。 其中，火币网创始人李林也于11月4日失联，并一直躲到12月8日，才被警方找到并带走。
2021年，火币生态链HECO项目问题频发。包括MDEX数据造假，HECO项目审计问题，项目团队信息造假，HBO、HSO等项目方跑路，各种问题频发，投资者纷纷指责着一些的幕后庄家杜均。HECO被称为土狗项目最多的公链。